# Гаррі Паркер (тенісист)
Гаррі Паркер (англ. Harry Parker; 6 травня 1873 — 14 травня 1961) — колишній новозеландський тенісист.
Перемагав на турнірах Великого шолома в парному розряді.
Завершив кар'єру 1924 року.

## Фінали турнірів Великого шолома

### Одиночний розряд (2 поразки)
| Результат | Рік  | Турнір                | Покриття | Суперник    | Рахунок            |
| --------- | ---- | --------------------- | -------- | ----------- | ------------------ |
| Поразка   | 1907 | Чемпіонат Австралазії | Трава    | Горас Райс  | 3–6, 4–6, 4–6      |
| Поразка   | 1913 | Чемпіонат Австралазії | Трава    | Ерні Паркер | 6–2, 1–6, 3–6, 2–6 |

### Парний розряд (1–3)
| Результат | Рік  | Турнір                | Покриття | Партнер      | Суперники                       | Рахунок            |
| --------- | ---- | --------------------- | -------- | ------------ | ------------------------------- | ------------------ |
| Поразка   | 1906 | Чемпіонат Австралазії | Трава    | C. Cox       | Родні Гіт Ентоні Вілдінґ        | 2–6, 4–6, 2–6      |
| Перемога  | 1907 | Чемпіонат Австралазії | Трава    | Вільям Ґреґґ | Горас Райс Ґордон Райт          | 6–2, 3–6, 6–2, 6–2 |
| Поразка   | 1909 | Вімблдонський турнір  | Трава    | Стенлі Даст  | Герберт Ропер-Барретт Артур Ґор | 6-2, 6-1, 6-4      |
| Поразка   | 1913 | Чемпіонат Австралазії | Трава    | Рей Тейлор   | Ерні Паркер Алф Гедеман         | 6–8, 6–4, 4–6, 4–6 |